# Fiumi Reghena e Lemene - Canale Taglio e rogge limitrofe - Cave di Cinto Caomaggiore
Fiumi Reghena e Lemene - Canale Taglio e rogge limitrofe - Cave di Cinto Caomaggiore este o arie protejată (arie specială de conservare — SAC, sit de importanță comunitară — SCI) din Italia întinsă pe o suprafață de 640 ha, integral pe uscat.

## Localizare
Centrul sitului Fiumi Reghena e Lemene - Canale Taglio e rogge limitrofe - Cave di Cinto Caomaggiore este situat la coordonatele 45°42′53″N 12°49′26″E / 45.7147°N 12.8239°E.

## Înființare
Situl Fiumi Reghena e Lemene - Canale Taglio e rogge limitrofe - Cave di Cinto Caomaggiore a fost declarat sit de importanță comunitară în iulie 2006 pentru a proteja 26 de specii de animale. Situl a fost protejat și ca arie specială de conservare în iulie 2018.

## Biodiversitate
Situată în ecoregiunea continentală, aria protejată conține 5 habitate naturale: Păduri ilirice de stejar și carpen (Erythronio-Carpinion), Păduri aluvionare cu Alnus glutinosa și Fraxinus excelsior (Alno-Padion, Alnion incanae, Salicion albae), Pajiști cu Molinia pe soluri calcaroase, turboase sau argilos-nămoloase (Molinion caeruleae), Liziere de ierburi înalte hidrofile de câmpie și de nivel montan până la alpin, Cursuri de apă de la nivel de câmpie la nivel montan, cu vegetație Ranunculion fluitantis și Callitricho-Batrachion.
La baza desemnării sitului se află mai multe specii protejate:
- păsări (14): pescăruș albastru (Alcedo atthis), egretă mare (Ardea alba), stârc roșu (Ardea purpurea), stârc galben (Ardeola ralloides), rață roșie (Aythya nyroca), buhai de baltă (Botaurus stellaris), erete de stuf (Circus aeruginosus), erete vânăt (Circus cyaneus), egretă mică (Egretta garzetta), stârc pitic (Ixobrychus minutus), sfrâncioc roșiatic (Lanius collurio), stârc de noapte (Nycticorax nycticorax), Phalacrocorax carbo sinensis, chiră de baltă (Sterna hirundo)
- amfibieni (3): izvoraș-cu-burta-galbenă (Bombina variegata), Rana latastei, Triturus carnifex
- pești (8): Barbus plebejus, Chondrostoma soetta, Cobitis bilineata, zglăvoacă (Cottus gobio), Lethenteron zanandreai, Protochondrostoma genei, Rutilus pigus, Salmo marmoratus
- reptile (1): țestoasa de baltă (Emys orbicularis)

Pe lângă speciile protejate, pe teritoriul sitului au mai fost identificate 2 specii de mamifere, 2 specii de nevertebrate, 1 specie de pești.